# Ardara (Włochy)
Ardara – miejscowość i gmina we Włoszech, w regionie Sardynia, w prowincji Sassari. Graniczy z Chiaramonti, Mores, Ozieri, Ploaghe i Siligo.
Według danych na dzień 01.01.2021 gminę zamieszkiwało 757 osób, 19,82 os./km².